# Lac Papineau
Lac Papineau är en sjö i Kanada.   Den ligger i regionen Outaouais och provinsen Québec, i den sydöstra delen av landet, 80 km nordost om huvudstaden Ottawa. Lac Papineau ligger 172 meter över havet.
I omgivningarna runt Lac Papineau växer i huvudsak lövfällande lövskog. Runt Lac Papineau är det mycket glesbefolkat, med 6 invånare per kvadratkilometer.